# Norman Bröckl
Norman Bröckl (Berlim, 22 de agosto de 1986) é um canoísta alemão especialista em provas de velocidade.

## Carreira
Foi vencedor da medalha de bronze em K-4 1000 m em Pequim 2008, junto com os seus colegas de equipa Lutz Altepost, Torsten Eckbrett e Björn Goldschmidt.